# Lucy Moss
Lucy Amelia Nancy Moss, née le 13 janvier 1994, est une compositrice, parolière, dramaturge, écrivaine et réalisatrice de théâtre musical britannique, surtout connue pour avoir co-créé la comédie musicale à succès Six avec Toby Marlow (en). En tant que directrice de la plupart des productions de Six, Moss devient la plus jeune réalisatrice d'une comédie musicale de Broadway à 26 ans,.
Pour sa tournée dans le West End, Six est élue meilleure nouvelle comédie musicale de la décennie par les lecteurs de WhatsOnStage et reçoit cinq nominations aux Olivier Awards,. Nommée pour le Tony Award de la meilleure mise en scène pour une comédie musicale avec Jamie Armitage, Moss aux côtés de Marlow remporte le Tony Award de la meilleure musique originale en 2022.
Avant la réouverture des théâtres en 2021, Moss dirige la représentation caritative virtuelle de Ratatouille the Musical (en). En 2022, Moss dirige une nouvelle production de Legally Blonde: The Musical au Regent's Park Open Air Theatre à Londres,.

## Jeunesse et éducation
Moss grandit à Ealing, dans l'ouest de Londres. Son père, Robert Moss, est un gestionnaire de fonds qui décède lorsque Lucy a 14 ans. Sa mère Julie est conseillère fiscale,. Lucy s'intéresse au théâtre musical et à la danse grâce à son école de ballet locale. Lucy fréquente la St Paul's Girls' School à Hammersmith, dont elle obtient son diplôme en 2011. Elle fréquente le Laine Theatre Arts (en) pendant deux ans, au cours desquels elle travaille comme danseuse en cage chez Cyberdog à Camden Market,.
Moss fréquente ensuite le Gonville and Caius College de Cambridge,. Une grande partie de son intérêt porte sur l’histoire féministe et révisionniste. Au cours de sa première année, Moss co-dirige la production du Cambridge Amateur Dramatic Club de Road au Théâtre ADC,, ce qui conduit à sa première rencontre avec Toby Marlow, qui était dans le public. En 2015, elle est assistante réalisatrice pour Ajax440, une pièce de théâtre étudiante sur la dépendance aux jeux vidéos, dans laquelle Marlow est apparue,. Cette année-là, elle apparaît également en tant que danseuse dans une production du Cambridge University Amateur Dramatic Club de la comédie musicale Rent, dans laquelle Marlow et Zak Ghazi-Torbati jouent les rôles principaux.

## Carrière

### Six
Lucy Moss et Toby Marlow co-créés Six alors qu'ils sont en dernière année à Cambridge. Marlow a l'idée d'un concert pop mettant en vedette les épouses d'Henri VIII et demande à Moss de l'aider à l'écrire, après s'être vu offrir un créneau au Festival Fringe d'Édimbourg par la Cambridge University Musical Theatre Society. Ils élaborent les concepts de base du spectacle en dix jours non consécutifs, sur une période de six mois,. Comme Moss l'explique à Vogue , « ce n'est pas comme si je faisais les paroles et Toby la musique. Nous nous asseyons dans une pièce et travaillons ensemble. ». Marlow envisage initialement des chansons pop plus « génériques » qui pourraient être considérées comme des singles, mais Moss suggère d'insérer plus de références historiques dans les chansons. Dans une interview avec The Stage, elle déclare : « Nous avons réalisé en l'écrivant que ce serait plus drôle et plus intéressant comme ça, et que l'histoire ne pourrait pas être racontée sans cela. ». Comme elle l'a dit plus tard au New York Times, après avoir regardé la série documentaire de la BBC Six Wives with Lucy Worsley, Moss réalise : « Oh, je pense que cela pourrait être cool, en tant que chose féministe. Il y a une vision différente des épouses, et il y a ce tort historique à réparer. »/ Bien que Marlow soit une « super fan » d'Hamilton qui a écrit sa thèse sur la comédie musicale, elle prend la décision de n'écouter aucune des chansons d'Hamilton, pour éviter d'être influencée par elle. Lors de leur premier jour d'écriture, Moss et Marlow regardent l'album vidéo de Beyoncé de 2011, Live at Roseland: Elements of 4, qui leur donne l'inspiration sur la façon d'intégrer la narration dans une performance de concert.
En plus de co-écrire la comédie musicale, Moss chorégraphie la première de SiX – Divorced. Beheaded. Live! au Fringe d'Édimbourg 2017,. En le qualifiant de « spectacle incontournable d'une qualité exceptionnelle », FringeReview déclare que « celui qui a conçu la chorégraphie mérite également une salve d'applaudissements car elle était différente pour chaque numéro, adaptée à l'ambiance et à la musique et exécutée sans faute ». Une autre critique de Broadway Baby décrit SiX comme « une leçon d'histoire effrontée, glamour et vraiment inoubliable ». L'émission suscite immédiatement l'intérêt des producteurs. Après des performances supplémentaires à Cambridge, Moss et Marlow reçoivent le soutien financier d'une équipe comprenant George Stiles (en), Kenny Wax (en) et Wendy et Andy Barnes. Six est « repensé, réorchestré et redistribué » avec Moss assumant le rôle de co-réalisatrice avec Jamie Armitage, et Carrie-Anne Ingrouille en tant que chorégraphe.
Lucy Moss est co-directrice de Six à West End et à Broadway, avec Armitage,. Elle est également codirectrice de la plupart des autres productions de Six, notamment des tournées au Royaume-Uni et en Irlande, en Amérique du Nord, en Australie et en Nouvelle-Zélande,. Le 31 janvier 2020, The Stage annonce que Moss a battu le record de la plus jeune réalisatrice d'une comédie musicale de Broadway, à l'âge de 26 ans. Le record était auparavant détenu par Elizabeth Swados, qui avait 27 ans lorsqu'elle a réalisé Runaways en 1978.
Six reçoit cinq nominations aux Olivier Awards 2019, dans des catégories telles que Meilleure nouvelle comédie musicale et Réalisation exceptionnelle en musique pour Marlow, Moss, Tom Curran et Joe Beighton. En décembre 2019, Six est élue meilleure nouvelle comédie musicale de la décennie par les lecteurs de WhatsOnStage. En août 2019, Lucy Moss et Toby Marlow signent un accord avec Warner Chappell Music pour proposer les chansons de Six à « encore plus de fans dans le monde entier ». En février 2020, l'enregistrement de la distribution de Six the Musical a atteint 100 millions de streams sur Spotify et Apple Music, ce qui en fait le deuxième album de théâtre musical le plus diffusé après Hamilton the Musical.

### Hot Gay Time Machine
Sa deuxième collaboration avec Marlow a lieu sur Hot Gay Time Machine, qu'il créé avec Zak Ghazi-Torbati. Moss réalise et co-écrit le spectacle, qui affiche complet au Fringe d'Édimbourg en 2017 et 2018. Entre 2017 et 2021, le spectacle a des représentations limitées au The Other Palace Studio aux Trafalgar Studios et au Soho Theatre. Hot Gay Time Machine remporte le Brighton Fringe Award for Excellence 2017.

### Ratatouille: The TikTok Musical
En décembre 2020, Lucy Moss réalise Ratatouille : The TikTok Musical, qui est pré-filmé et diffusé en tant que performance virtuelle alors que la plupart des théâtres restent fermés pendant la pandémie de COVID-19,. Présenté pour la première fois le jour du Nouvel An 2021, le spectacle permet de récolter un montant record de 2 millions de dollars pour The Actors Fund, en vendant 350 000 billets. Selon le producteur Greg Nobile, lui et les scénaristes Michael Breslin et Patrick Foley se sont rapidement mis d'accord sur Moss comme premier choix pour le poste de réalisatrice. Le spectacle comprend l'intégralité de la distribution de Broadway de Six, en tant qu'ensemble de « Rat Queens », et incorpore plusieurs hommages à Six.
Avant la diffusion, Moss déclare au New York Times que même si les origines participatives de Ratatouille the Musical étaient « à la pointe de la technologie et la chose la plus Gen-Z au monde », ses créateurs aspirent toujours à ce qu'elle ressemble autant que possible à une « comédie musicale classique », bien que « dans l'espace le moins théâtral qui soit — en ligne ». Elle décrit sa vision de la production comme « une lecture Zoom ou un concert en ligne où l'on buvait 20 Red Bulls et crachait sur l'écran ».

### Legally Blonde: The Musical
Le 16 mars 2022, Lucy Moss est annoncée comme directrice d'une nouvelle production de Legally Blonde au Regent's Park Open Air Theatre à Londres. Le spectacle met en vedette Courtney Bowman (en), ancienne membre de la distribution de Six, qui jouait Anne Boleyn dans le West End, et s'est déroulée du 13 mai au 2 juillet.